# Javi Moreno
Pour les articles homonymes, voir Moreno.
Cet article concerne le footballeur. Pour le coureur cycliste, voir Javier Moreno.
Javier Moreno Valera est un footballeur international espagnol né le 10 septembre 1974 à Silla. Il évoluait au poste d'attaquant, notamment avec le Deportivo Alavés et en équipe d'Espagne avant de devenir entraîneur.

## Biographie

### En club
Javi Moreno évolue en Espagne, en Italie et en Angleterre. Il dispute notamment 118 matchs en première division espagnole, inscrivant 38 buts. 
Il dispute également 21 matchs en Coupe de l'UEFA, inscrivant dix buts. Il atteint la finale de cette compétition en 2001 avec le club du Deportivo Alavés. Moreno inscrit deux buts lors de cette finale, mais malgré tout Alavés s'incline face au Liverpool FC après prolongation.

### En équipe nationale
Javi Moreno reçoit cinq sélections en équipe d'Espagne lors de l'année 2001, inscrivant un but.
Il joue son premier match en équipe nationale le 28 février 2001, en amical contre l'Angleterre (défaite 3-0 à Birmingham). Il marque son unique but avec l'Espagne le 2 juin 2001, contre la Bosnie-Herzégovine, lors des éliminatoires du mondial 2002 (victoire 4-1 à Oviedo).

## Palmarès
- Finaliste de la Coupe UEFA en 2001 avec le Deportivo Alavés
- Champion d'Espagne de D2 en 1998 avec le Deportivo Alavés
- Vainqueur de la Supercoupe d'Espagne en 2004 avec le Real Saragosse
- Finaliste de la League Cup en 2004 avec les Bolton Wanderers